# Верольский, Юрий Борисович
Юрий Борисович Верольский (1929, Грозный — 30 мая 2004, Тамбов) — советский и российский писатель и литературовед, член Союза писателей Чечено-Ингушской АССР (1991 год), отличник народного просвещения РСФСР (1964 год), Заслуженный работник культуры Чечено-Ингушской АССР (1988 год).

## Биография
Родился в 1929 году в семье служащих. В 1952 году окончил историко-филологический факультет Грозненского педагогического института. В 1952 году начал работать преподавателем русского языка и литературы в средней школе станции Защита Туркестано-Сибирской железной дороги. В 1954—1961 годах был преподавателем средней школы № 106 города Грозного.
В 1960—1995 годах работал на кафедре литературы Чечено-Ингушского педагогического института. Прошёл путь от ассистента до доцента. Занимался вопросами преподавания литературы в школе, краеведения, педагогики, литературоведения. Составлял и редактировал методические сборники, выпускаемые в помощь учителю литературы, материалы научно-практических конференций.
Оставил след не только как преподаватель, специалист по литературному краеведению, но и как наставник многих известных в Чеченской Республике писателей, журналистов, общественных деятелей. Был одним из инициаторов создания литературно-краеведческого музея в Грозном. Был внештатным корреспондентом газет «Грозненский рабочий», «Кабардино-Балкарская правда», «Тамбовская жизнь». Публиковался в журналах «Дон», «Народное образование», «Литература в школе» и других.
В 1995 году в связи с войной в Чечне был вынужден переехать Тамбов. Работал доцентом кафедры преподавания гуманитарных дисциплин Тамбовского института повышения квалификации работников образования.

### Сборники стихов
- «Улица Ленина» (Грозный, 1960 год);
- «Взволнованная земля» (Грозный, 1984 год);
- «Окна на юг» (Грозный, 1991 год);
- «Пространство дня. Чечня-Тамбов» (Тамбов, 1996 год).